# Anni 460 a.C.
Gli anni 460 a.C. sono il decennio che comprende gli anni dal 469 a.C. al 460 a.C. inclusi.

## Nati
- Lachete di Melanopo, militare ateniese († 418 a.C.)465 a.C.
- Teodoro di Cirene, matematico greco antico460 a.C.
- Crizia, politico, scrittore e filosofo greco antico († 403 a.C.)
- Leucippo, filosofo greco antico

## Morti
- Leotichida, sovrano spartano468 a.C.
- Simonide, poeta greco antico (n. 556 a.C.)466 a.C.
- Gerone I, sovrano siceliota465 a.C.
- Batto IV di Cirene, re
- Leagro, militare ateniese
- Serse I di Persia, re persiano (n. 519 a.C.)
- Sofane, militare ateniese464 a.C.
- Publio Furio Medullino Fuso, politico e militare romano463 a.C.
- Lucio Ebuzio Helva, politico romano
- Publio Servilio Prisco, politico romano
- Tito Verginio Tricosto Rutilo, politico e militare romano462 a.C.
- Lucio Lucrezio Tricipitino, politico e militare romano
- Tito Veturio Gemino Cicurino, politico e militare romano461 a.C.
- Efialte di Atene, politico ateniese (n. 495 a.C.)460 a.C.
- Achemene, satrapo persiano
- Publio Valerio Publicola, politico e militare romano